# Prajmer (molekularna biologija)
Prajmer je nukleinsko kiselinski lanac koji služi kao početna tačka za DNK sintezu. Prajmer je neophodan za DNK replikaciju zato što enzimi koji katalizuju proces, DNK polimeraze, mogu da dodaju nove nukleotide samo na postojeće DNK lance. Polimeraze počinju replikaciju na 3'-kraju prajmera, i kopiraju suprotni lanac.
U većini slučajeva prirodne replikacije DNK, prajmer za DNK sintezu i replikaciju je kratak RNK lanac (koji može da bude formiran de novo).
Znatan broj laboratorijskih tehnika biohemije i molekularne biologije koji koriste DNK polimeraze, kao što su DNK sekvenciranje i polimerazna lančana reakcija (PCR), koristi DNK prajmere. Ti prajmeri su obično kratki, hemijski sintetisani oligonukleotidi, sa dužinom od oko dvadeset baza. Oni se hibridizuju sa ciljnom DNK, koja se zatim kopira polimerazama.

## Spoljašnje veze
- Tm calculator Архивирано на веб-сајту  (25. децембар 2014)
- Primer3 Архивирано на веб-сајту  (20. мај 2013)
- Primer-BLAST